# Židovský dům (Třebíč)
Židovský dům v Třebíči je klasicistní řadový dům v židovské čtvrti na adrese Blahoslavova 64/16 ve čtvrti Zámostí v Třebíči.

## Historie
Dům pochází pravděpodobně z 1. poloviny 17. století. V 1. polovině 19. století pak prošel klasicistními úpravami, které uvedly fasádu do současné podoby. Do podoby průčelí se dále vepsaly úpravy ze 30. letech 20. století – nová špaletová okna, dveře, výloha a omítky v přízemí.
V roce 2020 byl objekt prohlášen kulturní památkou a v letech 2021–2025 pak rekonstruován. Slavnostně otevřen byl v roce 2025 jako apartmánový dům s názvem Apartmány Nathan.

## Architektura
Dům stojí na nepravidelném, téměř obdélníkovém půdorysu. Je posklepený a završený sedlovou střechou. Průčelí orientované do ulice je okapové. Přízemí je hladké, se dvěma okny a dvěma vstupy, z nichž jeden je doplněn výkladcem. Patro, které odděluje kordonová římsa, je zdobeno rustikou a obsahuje čtyři okna doplněná parapetními římsami, šambránami a ve štuku provedeným motivem lastury. Z východního, štítového průčelí vystupuje úzký rizalit s pultovou střechou, ve kterém jsou nad sebou umístěny dva prevéty.
V interiéru se dochovalo množství původních architektonických a umělecko-řemeslných prvků: klenby, dvě černé kuchyně, dřevěné trámové stropy, nástropní štuková zrcadla, vestavěné skříně, dveře s původním kováním. Zajímavé je též okno s pevným středovým sloupkem, které osvětluje prostor schodiště. V zárubni dveří do jedné z černých kuchyní je umístěna mezuza.